# San Miguel, Teotlalco
San Miguel är en ort i Mexiko.   Den ligger i kommunen Teotlalco och delstaten Puebla, i den sydöstra delen av landet, 110 km söder om huvudstaden Mexico City. San Miguel ligger 1 044 meter över havet och antalet invånare är 314.
Terrängen runt San Miguel är platt åt nordost, men åt sydväst är den kuperad. Runt San Miguel är det ganska glesbefolkat, med 30 invånare per kvadratkilometer. Närmaste större samhälle är Axochiapan, 8,2 km öster om San Miguel. I omgivningarna runt San Miguel växer huvudsakligen savannskog.